# 潘氏马先蒿
潘氏马先蒿（学名：Pedicularis pantlingii）为列当科马先蒿属的植物。分布在尼泊尔、喜马拉雅、不丹以及中国大陆的西藏等地，生长于海拔3,500米至4,200米的地区，多生于潮湿处与溪流旁岩石上腐殖土中。

## 亚种
- 潘氏马先蒿潘氏亚种（Pedicularis pantlingii ssp. pantlingii）
- 潘氏马先蒿缅甸亚种（Pedicularis pantlingii ssp. chimiliensis）
- 潘氏马先蒿短果亚种（Pedicularis pantlingii ssp. brachycarpa）